# Animal Crossing: Amiibo Festival
Animal Crossing: Amiibo Festival ist ein von Nintendo stammendes Partyspiel für die Wii U, das der Videospielreihe Animal Crossing zugehörig ist. Es wurde weltweit im November 2015 veröffentlicht und basiert auf der Verwendung von Amiibo-Figuren und -Karten.

## Spielprinzip
Ähnlich wie bei der Mario-Party-Reihe treten bis zu vier Spieler auf einem Spielbrett gegeneinander an. Ziel des Spiels ist es, möglichst viele Glückspunkte und Sternis zu sammeln, über die am Ende der Sieger bestimmt wird. Vor Beginn haben die Spieler die Wahl, welchen Monat sie spielen möchten und, ob sie die Spielzeit von über einer Stunde pro Partie verringern wollen. Die Monatsauswahl wird später im Spiel freigeschaltet. Bei einem Einzelspiel tritt der Spieler gegen drei Computerspieler an, ab zwei realen Teilnehmern wird die Spieleranzahl nicht mehr aufgestockt.
Pro Tag darf jeder Spieler einmal würfeln, um auf dem Spielbrett voranzuschreiten. Dadurch landet er auf einem Feld, auf dem er in der Regel Glückspunkte oder Sternis gewinnen oder verlieren kann. Zusätzlich erhält jeder Spieler im Gegensatz zu den Computerspielern durch jeden Würfelwurf einen weiteren Glückspunkt dazu. Jeden Sonntag ist Sigrid im Dorf zugegen und bietet allen Spielern vor Beginn der Runde an, ihr Geld in Rüben zu investieren. Ab diesem Zeitpunkt wird neben jedem Feld des Spielbretts zusätzlich zum eigentlichen Effekt ein Rübenpreis angezeigt, der angibt, für wie viele Sternis die Spieler ihre Rüben dort verkaufen können. Für den Verkauf der Rüben haben die Spieler bis zum darauffolgenden Samstag Zeit. Außerdem besteht an jedem Wochentag mit Ausnahme des Sonntags die Möglichkeit, das ein besonderer Besucher das Dorf bereist. Ist dies der Fall, wird bei einer bestimmten Anzahl an Feldern der Effekt geändert, sodass der Spieler bei Betreten des Feldes eine Begegnung mit dem besonderen Besucher hat. Die besonderen Besucher wie Dr. Samselt, Smeralda oder Katja sind alle aus der Animal-Crossing-Reihe bekannt. Des Weiteren wartet an jeder Ecke des Spielbretts ein Gyroid auf die Spieler, bei denen sich diese einen Stempel abholen können. Durch das Sammeln der vier Stempel kann ein Spieler weitere Glückspunkte erlangen.
Genau wie bei Animal Crossing: New Leaf gibt es auch bei Animal Crossing: Amibo Festival zahlreiche Tage, an denen Feste gefeiert werden. So betritt beispielsweise an Karneval der Charakter Pavo das Dorf; an Heiligabend besteht die Möglichkeit einer Begegnung mit Chris. Zusätzlich wird einmal pro Monat ein Insekten- oder Angelturnier veranstaltet. An all diesen Tagen werden alle Felder des Spielbretts an die entsprechende Aktion angepasst.
Das Spiel endet mit dem letzten Tag des Monats, sofern vor Beginn keine feste Spieldauer vereinbart wurde. Am letzten Tag werden alle Spieler gezwungen, ihre Rüben zu verkaufen. Danach erhält jeder Spieler je 1.000 Sternis einen weiteren Glückspunkt. Wer danach die meisten Glückspunkte besitzt, gewinnt das Spiel.

## Amiibo
Das Spiel funktioniert nur in Verbindung mit Amiibo-Figuren und -Karten der Animal-Crossing-Reihe. Pro Spieler wird eine Figur benötigt, die daraufhin die Spielfigur desjenigen Spielers innerhalb des Spiels darstellt. Um zu würfeln muss das Amiibo auf das GamePad gestellt und wieder von dieser entfernt werden. Eine identische Vorgehensweise gab es bereits bei der Amiibo Party von Mario Party 10.
Das Spiel wird stets in einem Bundle mit zwei Amiibo-Figuren sowie drei Amiibo-Karten verkauft.
Derzeit sind 16 Amiibo-Figuren verfügbar, die mit Animal Crossing: Amibo Festival kompatibel sind.